# Kanton Sornac
Kanton Sornac (francouzsky Canton de Sornac) je francouzský kanton v departementu Corrèze v regionu Limousin. Tvoří ho osm obcí.

## Obce kantonu
- Bellechassagne
- Chavanac
- Millevaches
- Peyrelevade
- Saint-Germain-Lavolps
- Saint-Rémy
- Saint-Setiers
- Sornac